# Samurai High School
Samurai High School (サムライ・ハイスクール, Samurai haisukuru) fue una serie de televisión Japonesa.

## Sinopsis
La serie sigue la historia de Mochizuki Kotaro, un estudiante de secundaria poco varonil y de pocos modales. Un día, mientras visitaba una biblioteca, se encuentra con Himiko, una misteriosa bibliotecaria que le recomienda un libro antiguo sobre un general heroico de la era Sengoku, ocurrida hace 400 años. Kotaro se da cuenta de que comparte el mismo nombre y la edad del general descrito en el libro y experimenta un flashback. Más tarde, Kotaro le menciona el libro a su padre, quien le dice que puede ser descendiente de un poderoso samurái . En ese mismo momento, Kotaro recibe un mensaje de su amiga de la infancia Nagasawa Ai, diciéndole que su compañero de clase Nakamura Tsuyoshi está en problemas. Kotaro se apresura a la escena pero no tiene el valor de ayudar, hasta que otro flashback lo transforma en un samurái.

## Elenco
- Haruma Miura como Mochizuki Kotaro
- Yu Shirota como Nakamura Tsuyoshi
- Anne Watanabe como Nagasawa Ai
  - Wakana Aoi como la joven Nagasawa Ai
- Ohgo Suzuka como Mochizuki Yuna
- Ryoko Kobayashi como Minami Yurika
- Dori Sakurada
- Tomo Yanagishita como Wada Daisuke
- Aoi Nakabeppu
- Mikako Ichikawa como Miki Sayaka
- Saki Matsuda como Kisaragi Hidemi
- Nobuaki Kaneko como Motoyama Hiroshi
- Akio Kaneda
- Midoriko Kimura
- Mimura como Watanuki Himiko
- Shigeru Muroi como Kamei Kyoko
- Goro Kishitani como Mochizuki Shinji

## Créditos de producción
- Guionista: Yumiko Inoue.
- Productor jefe: Yuko Hazeyama.
- Productor: Tetsuhiro Ogino, Masahiro Uchiyama.
- Directores: Toya Sato, Ryuichi Inomata.
- Música: Yugo Kanno.